# Fundación Picasso Museo Casa Natal
La Fundación Picasso és una institució cultural amb seu a la ciutat espanyola de Màlaga que té com a objectius la promoció i difusió de l'obra de l'artista malagueny Pablo Picasso.
Va ser creada per l'ajuntament de Màlaga el 1988, i està situada al mateix edifici on va nàixer l'artista, a les anomenades Casas de Campos de la Plaza de la Merced. S'hi troba un centre de documentació, col·leccions d'art, un departament de promoció cultural que organitza exposicions i conferències, i el Museu Casa Natal.